# 가공 언어
가공 언어, 허구 언어 또는 가상 언어는 가상 환경(예: 책, 영화, TV 쇼 또는 비디오 게임에서 사용하기 위해)의 일부로 만들어진 인공어(콘랑/conlang)의 하위 집합이다. 일반적으로 자연어는 한 개인의 창작물인 반면 자연어는 특정 문화나 종족 그룹에서 진화하며 다른 콘랑은 그룹에 참여할 수 있다. 가공 언어는 원어민이 없다는 점에서도 자연어와 구별된다. 대조적으로, 에스페란토의 인공어에는 이제 원어민이 있다.
가공 언어는 허구 세계의 언어로 의도되었으며 종종 자신과 관련된 허구 세계에 더 깊이 있고 그럴듯해 보이도록 설계되었다. 작가의 목표는 등장인물이 이질적이고 위치가 뒤바뀐 방식으로 의사소통하도록 하는 것일 수 있다. 가상의 세계에서 이러한 언어는 자연어로 기능하여 특정 인종이나 종족 그룹을 식별하고 다른 종족과 구별하는 데 도움을 준다.
일부 덜 형성된 가공 언어는 기존 자연어의 왜곡된 버전이나 방언으로 만들어지는 반면, 많은 언어는 자체 어휘(일부는 다른 것보다 더 강력함)와 문법 규칙을 사용하여 독립적으로 설계된 콘랭이다. 후자 중 일부는 말할 수 있는 언어로 배울 수 있을 만큼 완전히 형성되어 있으며, 이러한 가공 언어 중 하나 이상에 '유창'한 사람들의 하위 문화가 많이 존재한다. 종종 가공 언어를 만든 사람이 임무를 완수한 후, 그 허구의 세계의 팬덤은 창작자가 중단한 부분부터 계속해서 언어에 살을 붙여 언어를 좀 더 자연어처럼 만들어서 더 유용하게 만든다.

## 같이 보기
- 인공어